# Amandla Stenberg
Amandla Stenberg (Los Ángeles, California; 23 de octubre de 1998) es una actriz estadounidense, conocida por interpretar a Rue en Los juegos del hambre (2012) y a Ruby Daly en Mentes poderosas (2018).

## Biografía

### Primeros años
Amandla es proveniente de Los Ángeles, California. Su madre es afroestadounidense, su padre es danés y su abuela paterna es de ascendencia inuit groenlandesa. Su nombre significa "poder" o "fuerza" en zulú.

### Carrera
De niña, a los cuatro años, trabajó como modelo de catálogo para Disney y apareció en comerciales de McDonald's y Kmart.
Su primer trabajo como actriz fue en la película de 2011 Colombiana, como la versión joven del personaje de Zoe Saldaña. Su carrera despegó cuando fue elegida para interpretar a Rue en Los juegos del hambre. Le puso la voz a Bia, en la película de animación Rio 2. Stenberg tuvo un papel recurrente en la primera temporada de la serie Sleepy Hollow. En el verano de 2015, interpretó a otro personaje recurrente, Halle Foster, en la serie Mr. Robinson.
En 2013 Stenberg empezó a tocar el violín y a armonizar en salas de Los Ángeles, con el cantante Zander Hawley. El dúo de folk-rock conocido como Honeywater lanzó su primer EP en agosto de 2015.
La publicación británica Dazed Magazine llamó a Stenberg "una de las voces más incendiarias de su generación" cuando apareció en la portada de la edición de otoño de 2015 de dicha revista. Stenberg ha hablado públicamente en las redes sociales sobre apropiación cultural, incluyendo su vídeo "Don't Cash Crop My Cornrows" y criticando a Kylie Jenner por su peinado.
Stenberg es la coautora, junto a Sebastian Jones, de Stranger Comics, del cómic "Niobe: She's Life"; la primera edición fue publicada en noviembre de 2015.

## Vida personal
Stenberg se define como persona de género no binario y su pronombre es elle, aunque también acepta pronombres femeninos. Stenberg se ha identificado previamente como bisexual,sin embargo, salió del armario como lesbiana en 2018. Es una feminista interseccional. Mantuvo una relación sentimental de dos años con la cantante King Princess. En 2015, fue declarada "Feminista del año" por la Ms. Foundation for Women. Tiene dos hermanas mayores por parte paterna.

## Filmografía

### Película
| Año  | Título                              | Personaje                | Notas |
| ---- | ----------------------------------- | ------------------------ | --- |
| 2011 | Colombiana                          | Joven Cataleya           | |
| 2012 | Los juegos del hambre               | Rue                      | Ganó – Teen Choice Award por Química en pantalla (compartido con Jennifer Lawrence) Nominada – Premios Black Reel a la Mejor actuación exitosa Nominada – Premios NAACP Image a la Destacada actriz de reparto en una película |
| 2014 | Río 2                               | Bia                      | Voz |
| 2016 | As You Are                          | Sarah                    | |
| 2016 | Lemonade                            | Ella misma               | BET Awards for YoungStar Award |
| 2017 | Everything, Everything              | Madeline Whittier        | Protagonista |
| 2018 | Mentes poderosas                    | Ruby Daly                | Protagonista |
| 2018 | The Hate U Give                     | Starr Carter             | Protagonista |
| 2019 | Where Hands Touch                   | Leyna                    | Protagonista |
| 2021 | Dear Evan Hansen                    | Alana Beck               | [ 23 ] |
| 2022 | Bodies Bodies Bodies                | Sophie                   | Protagonista |
| 2023 | My Animal                           | Jonny                    | |
| 2023 | Spider-Man: Across the Spider-Verse | Margo Kess / Spider-Byte | |
| 2025 | Wildwood                            |                          | Voz |

### Televisión
| Año       | Título             | Personaje    | Notas       |
| --------- | ------------------ | ------------ | ----------- |
| 2012      | A Taste of Romance | Taylor       | Telefilm    |
| 2013-2014 | Sleepy Hollow      | Macey Irving | 4 capítulos |
| 2015      | Mr. Robinson       | Halle Foster | 6 capítulos |
| 2020      | The Eddy           | Julie        | 8 capítulos |
| 2024      | The Acolyte        | Mae/Osha     | 8 capítulos |